# Брашов (аеропорт)
Міжнародний аеропорт Брашов-Гімбав (рум. Aeroportul Internațional Brașov-Ghimbav) (IATA: GHV, ICAO: LRBV) —  аеропорт, розташований у Гімбаві, поблизу міста Брашов, Румунія, прямо біля майбутньої автостради A3. Це перший аеропорт, побудований у посткомуністичній Румунії, і 17-й комерційний аеропорт країни. 
Відкрито 15 червня 2023 року 

На злітно-посадкову смугу аеропорту можуть приземлятися та злітати будь-які типи літаків, за винятком A380.

## Історія
Проєкт широко підтримується місцевим населенням, і деякі підприємства в цьому районі оголосили про плани переходу на авіаперевезення. Очікується, що за 8 років аеропорт створить 4000 робочих місць і охопить 1 мільйон пасажирів, а ще 6000 робочих місць буде створено опосередковано. Запланована вартість проєкту оцінюється в €87 млн.
У 2006 році Румунське державне агентство передало 110 гектарів землі повіту Брашов. Компанія Intelcan Canada мала розробити та побудувати аеропорт у координації з округами Брашов, Харгіта та Ковасна, а також містом Гімбав. Статут аеропорту був офіційно підписаний 14 листопада 2005 року. Компанія Intelcan урочисто відкрила будівництво аеропорту 15 квітня 2008 року. Початкова ціль для завершення становила від двадцяти чотирьох до тридцяти місяців. Однак через юридичні проблеми та брак коштів будівельні роботи були припинені, і компанія Intelcan залишила проєкт, замінивши її місцевою владою.
18 листопада 2012 року влада округу Брашов підписала контракт на будівництво злітно-посадкової смуги на суму 12,7 мільйона євро (без ПДВ) з місцевою будівельною компанією Vectra Service. Зрештою, будівництво аеропорту було відновлено у квітні 2013 року з роботами над злітно-посадковою смугою довжиною 2820 м. 3 жовтня 2014 року відбулося офіційне відкриття злітно-посадкової смуги. Ронан Кітінг був першим пасажиром, який скористався злітно-посадковою смугою аеропорту у 2019 році, через п'ять років після її будівництва.
Контракт на будівництво головної будівлі термінала, загальною площею 11 780 м2, було передано румунському підряднику Bog'Art Bucharest і було підписано 21 серпня 2019 року. Будівельні роботи пасажирського термінала розпочалися 17 березня 2020 року і були завершені до березня 2021 року
Румунські залізниці оголосили про техніко-економічне обґрунтування будівництва 8-кілометрового залізничного сполучення від аеропорту до залізничної станції Брашов. Контракт на дослідження було укладено у вересні 2020 року, і залізнична лінія буде фінансуватися з фонду відновлення наступного покоління ЄС. Загальна вартість цієї інвестиції оцінювалася в 300 мільйонів євро.
Перший рейс з нового аеропорту 15 червня 2023 року з Бухареста, цього ж дня авіакомпанія Dan Air виконала рейс до Штутгарта.
З моменту початку роботи аеропорту румунська служба управління повітряним рухом дозволяє польоти на території аеропорту лише з 7:00 до 19:00. У зв’язку з цією ситуацією головний перевізник аеропорту Dan Air змінює маршрут своїх регулярних рейсів у неробочий час до Бухареста.

## Авіакомпанії та напрямки
Наступні авіакомпанії виконують рейси з аеропорту Брашов:
| Авіакомпанія    | Пункт призначення                                              |
| --------------- | -------------------------------------------------------------- |
| Aegean Airlines | Сезонний чартер: Іракліон                                      |
| Animawings      | Сезонний чартер: Анталія                                       |
| Dan Air         | Барселона, Брюссель, Лондон-Гатвік, Мюнхен, Нюрнберг, Штутгарт |
| HiSky           | Сезонний чартер: Анталія                                       |
| Wizz Air        | Дортмунд (з 2 вересня 2023), Лондон-Лутон (з 2 серпня 2023)    |